# خدیجه بن قنه
خدیجه بن قنه روزنامه‌نگار و مجری شبکه الجزیره اهل الجزایر است. وی متولد سال ۱۹۶۵ میلادی و فارغ‌التحصیل رشته رسانه از دانشگاه الجزایر بخش صدا و سیما است. بعداً به گروه روزنامه‌نگاران عرب در پاریس ملحق شد. 

## فعالیت‌ها
خدیجه فعالیت‌های خود را از سال ۱۹۸۶ در بخش روزنامه‌نگاری در الجزایر آغاز کرد. پس از آن وارد بخش صدا و سیمای همان کشور شد که بعدها مجری‌گری اخبار ساعت ۲۱ را بر عهده گرفت. او برنامه‌های مهم سیاسی را از جمله اخبار ترور ریس جمهور اسبق الجزایر محمد بوضیاف، جنگ اول خلیج و... را پوشش داد. 
بن قنه از سال ۱۹۹۶ فعالیت خود را در بخش گفتگوها در شبکه الجزیره آغاز کرد. این مجری تلویزیونی از گردانندگان نسل اول شبکه الجزیره به حساب می‌آید که تجربه بیش از ۱۰ سال فعالیت در این شبکه را دارد که همچنان در این شبکه در حال فعالیت است. خدیجه در شبکه الجزیره برنامه‌های مهمی همچون جنگ‌های افغانستان، جنگ علیه عراق، جنگ لبنان و جنگ‌های فلسطین را پوشش داده است.
او در گردهم‌آیی‌های متعددی با موضوع گفتگوی اسلام و غرب شرکت کرد. از جمله این گردهم‌هایی، اجلاس برلین بود که از سوی وزارت امور خارجه آلمان در سال ۲۰۰۵ میلادی با موضوع گفتگوی ادیان برگزار شده بود.
خدیجه برای کار در شبکه جهانی سوییس به آنجا نقل مکان کرد. و به مدت چهار سال به عنوان گوینده اخبار و مسئول یک برنامه هفتگی به مهاجران عرب در سویس می‌پرداخت انجام وظیفه کرد. و به مدت چهار سال به عنوان گوینده اخبار و مسئول یک برنامه هفتگی که به مهاجران عرب در سویس می پرداخت انجام وظیفه کرد.

## پوشش برنامه‌های شبکه الجزیره توسط بن قنه
خدیجه برنامه‌های مختلف سیاسی، دینی و اجتماعی را در شبکه الجزیره مجری گری کرده‌است. از جمله آن‌ها می‌توان موارد زیر را نام برد:
- برنامه " ما وراء الخبر" «آن سوی خبر» که یک برنامه سیاسی روزانه است که تاکنون نیز پخش می‌شود.
- برنامه "الشریعة و الحیاة" «شریعت و زندگی» که یک برنامه گفتگو با شخصیت دینی است که هفته‌ای یک بار اجرا می‌شود.
- برنامه "للنساء فقط" «فقط برای زنان» برنامه گفتگوی اجتماعی است که هفته‌ای یک بار بر روی آنتن شبکه الجزیره می‌رود.

## گفتگوها
وی تاکنون با بسیاری از شخصیت‌های سیاسی، علمی و تأثیرگذار گفتگوهایی انجام داده است از جمله گفتگو با شخصیت‌هایی نظیر:
- گفتگو با موزه بنت ناصر همسر حاکم قطر
- گفتگو با رئیس سابق وزراء فرانسه، دومینیک دو فیلبان
- گفتگو با سرهنگ معمر القذافی
- گفتگو با  احمد زویل دریافت‌کننده جایزه نوبل در شیمی
- گفتگو با وزیر سابق دفاع فرانسه، آلان ریشارد
- گفتگو با کارلا سارکوزی
- گفتگو با محمود أحمدی نژاد